# Syreny (ssaki)
Syreny (Hydrodamalinae) – wymarła podrodzina morskich ssaków z rodziny diugoniowatych (Dugongidae). 

## Zasięg występowania
Gatunki zaliczane do tej podrodziny występowały w Oceanie Spokojnym.

## Systematyka
Do podrodziny należały następujące rodzaje:
- Hydrodamalis Retzius, 1794 – syrena
- Dusisiren Domning, 1978[15]